# Az ükhadsereg (film)
Az ükhadsereg (eredeti cím: Dad’s Army) 2016-ban bemutatott brit háborús filmvígjáték, amelyet Hamish McColl forgatókönyvéből Oliver Parker rendezett. A főbb szerepekben Bill Nighy, Catherine Zeta-Jones, Toby Jones, Tom Courtenay, Michael Gambon, Blake Harrison, Daniel Mays és Bill Paterson láthatóak.
Az Egyesült Királyságban 2016. február 5-én mutatták be a mozikban.

## Rövid történet
Egy brit polgári védelmi csoport a második világháború végéhez közeledve egy vendég újságírónővel és egy német kémmel foglalkozik.

## Szereplők
| Szereplő                 | Színész              | Magyar hang       |
| ------------------------ | -------------------- | ----------------- |
| Mainwaring százados      | Toby Jones           | Kapácsy Miklós    |
| Wilson őrmester          | Bill Nighy           | Harsányi Gábor    |
| Rose Winters             | Catherine Zeta-Jones | Tóth Enikő        |
| Jones őrvezető           | Tom Courtenay        | Csuha Lajos       |
| Pike közlegény           | Blake Harrison       | Renácz Zoltán     |
| Godfrey közlegény        | Michael Gambon       | Szokolay Ottó     |
| Frazer közlegény         | Bill Paterson        | Pálfai Péter      |
| Walker közlegény         | Daniel Mays          | Seszták Szabolcs  |
| Theakes ezredes          | Mark Gatiss          | Kálid Artúr       |
| Cunningham               | Mark Tandy           | Rosta Sándor      |
| Daphne                   | Emily Atack          | Pupos Tímea       |
| Mrs. Fox                 | Alison Steadman      | Koffler Gizella   |
| Vera                     | Holli Dempsey        | Sipos Eszter Anna |
| Cissy Godfrey            | Annette Crosbie      | Halász Aranka     |
| Pritchard dandártábornok | Ian Lavender         | Bartók László     |
| Canaris                  | Oliver Tobias        | Kiss László       |
| Dolly Godfrey            | Julia Foster         | Tóth Judit        |
| Mrs. Todd                | Jacqueline Tong      | Téglás Judit      |
| Lundt                    | Russell Balogh       | Előd Álmos        |